# Imperatore Ku
Ku o Gaoxin (cinese tradizionale: 嚳; pinyin: Kù), noto anche come Diku (cinese tradizionale: 帝嚳; pinyin: Dikù; fl. XXV-XXIV secolo a.C.) è un sovrano leggendario dell'antica Cina.

## Biografia
Ku è annoverato tra i Cinque Imperatori dell'antica Cina. Come per tutti costoro, anche per lui le notizie sulla vita non sono certe e variano notevolmente a seconda delle fonti. Il suo presumibile periodo di regno oscilla tra il 2412 ed il 2343 a.C. o tra il 2436 ed il 2367 (2366) a.C. È ritenuto discendente (nipote) dell'Imperatore giallo Huang Di.
Tra le conquiste culturali attribuite all'imperatore Ku vi è in particolare l'introduzione delle scuole; secondo antiche fonti cinesi, inoltre, ebbe un importante ruolo nell'invenzione di vari strumenti musicali e composizioni tradizionali. È considerato anche il fondatore della poligamia in Cina ed infatti gli vengono attribuite almeno quattro mogli.
Da una di loro, Changyi (常儀), Ku ebbe un figlio, Zhi, che divenne il suo successore, ma dopo nove anni cedette la reggenza a suo fratello Yao, la cui madre era Qingdu. Dalla terza moglie, Jiang Yuan, ebbe Houji, dalla quarta, Jiandi, Qi. Questi figli sono considerati rispettivamente i capostipiti delle dinastie Zhou e Shang.
Per separare i suoi figli Ebo e Sichen (madri ignote), in perenne lotta tra loro, li proclamò dèi delle stelle Chen e Shen.